# Christos Telonis
Christos Telonis (ur. w 1959) – cypryjski lekkoatleta, który specjalizował się w rzucie oszczepem.
Trzykrotny zwycięzca igrzysk małych państw Europy - złote medale wywalczył w 1987, 1989 oraz 1997 roku. Rekord życiowy: 71,48 (18 czerwca 1989, Nikozja).